# Detlev von Liliencron

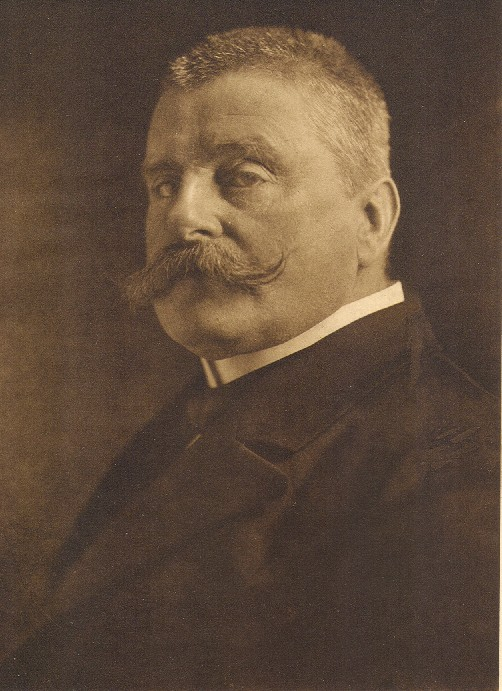
Detlev von Liliencron, 1905

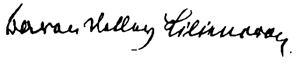

Barón Detlev von Liliencron nacido como Friedrich Adolf Axel Detlev Liliencron (Kiel, 3 de junio de 1844 - Alt-Rahlstedt, Hamburgo, 22 de julio de 1909) fue un poeta y novelista alemán. Su poesía lírica está considerada como uno de los puntos más importantes del advenimiento del Naturalismo literario de finales del siglo XIX.

## Biografía
Fue hijo de un funcionario de aduanas danesas, el barón Louis von Liliencron, y su esposa Adeline von Harten. Hizo estudios en Erfurt y, tras una corta carrera militar en la caballería prusiana, en que participó en la guerra de 1866 contra Austria (Guerra de las Siete Semanas) y en la Francoprusiana (1870-71) resultando herido en ambas, abandonó el ejército con el rango de capitán en 1875. Viajó durante dos años por los Estados Unidos ganándose la vida como profesor de piano y de alemán y, vuelto a su patria, se estableció en la ciudad de Kellinghusen, en pleno centro del Holstein, donde permaneció hasta 1887. Después vivió en Munich (1890-1891) y en Altona, donde frecuentó al poeta Richard Dehmel (1863-1920) antes de instalarse definitivamente en Alt-Rahstedt, hoy en día convertido en un barrio del gran Hamburgo. Aunque desposó en 1878 a Hélène von Bodenhausen el matrimonio se separó un año más tarde y, ya definitivamente, en 1885. Vivió después con Augusta Brand y se volvió a casar con la campesina Anna Micheel en 1899. Liliencron publicó sus primeros poemas en 1883: Adjutantenritte und andere Geschichte, llamando enseguida la atención de los seguidores del naturalismo; siguieron una serie de piezas teatrales (dramas y tragedias) que no tuvieron éxito.
Probó entonces con la novela: Eine Sommerschlacht (1886), Breide Hummelsbüttel (1887), Unter flatternden Fahnen (1888), Der Mäcen (1889), Krieg und Frieden (1891) y alcanzó cierto reconocimiento, aunque sobresalió sin duda alguna como lírico con libros como Der Heidegänger und andere Gedichte (1890), Bunte Beute (1893) y Poggfred (1896, 1903), lleno de humor. Su importancia como poeta deriva de haber roto con el estilo decimonónico convencional, amanerado y literario, dominante desde las mitad del siglo, optando por un alemán más fresco y original. Rainer Maria Rilke, entre otros muchos, fue fuertemente influido por este nuevo lenguaje poético. Sin embargo, tomada en conjunto, su obra poética resulta algo desigual y se sitúa entre el naturalismo y el impresionismo.
El emperador Guillermo II le concedió una pensión anual de 2000 marcos desde 1901, lo que alejó sus problemas económicos. Recibió su Festschrift para su sesentésimo aniversario en 1904; en él participaron los escritores alemanes y austriacos más renombrados de la época. Publicó una novela autobiográfica en 1908, Leben und Lügen y fue nombrado doctor honoris causa por la universidad de Kiel (1909) antes de morir de neumonía ese mismo año, tras haber hecho un viaje a los lugares de batalla de la guerra francoprusiana. Está sepultado en el cementerio evangélico de Rahlstedt.
En la epopeya humorística Poggfred (1896-1898, segunda edición en 1903) son de notar el vivo sentimiento de la naturaleza y los recuerdos de infancia de su Holstein natal. En su obra lírica destaca el volumen Adjutantenritte und andere Gedichte (1883). Entre la narrativa hay que mencionar su libro de relatos Eine Sommerschlacht (1886) y la novela Breide Hummelsbuttel (1887), destacando en especial las Kriegsnovellen (1885) o "Novelas de guerra" y Un ayuda de campo a caballo, en que narra las experiencias de su vida militar. Su estilo es directo y vivo, sin rebuscamientos literarios, con cierto desaliño que contribuye a darle un carácter franco y espontáneo.

## Obras
Las Obras completas de Liliencron fueron publicadas en 14 volúmenes entre 1904 y 1905; sus poesías (Gedichte) las precedieron publicadas en cuatro volúmenes con el título Kampf und Spiele, Kämpfe und Ziele, Nebel und Sonne y Bunte Beute (1897-1903).